# Garth Tander
Garth Tander (ur. 31 marca 1977 w Perth) – australijski kierowca wyścigowy startujący w wyścigach Supercars. Mistrz tej serii w sezonie 2007 oraz trzykrotny zwycięzca prestiżowego wyścigu Bathurst 1000 rozgrywanego w ramach tej serii.

## Życiorys

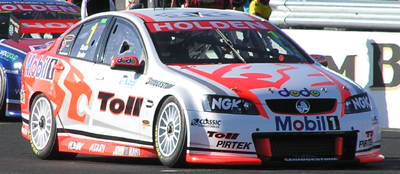
Holden Commodore którym startował w sezonie 2008

Tander rozpoczął ściganie od kartingu, w którym odnosił sporo sukcesów na arenie krajowej.
W 1997 roku został mistrzem australijskiej Formuły Ford. W następnym roku planował wystartować w Formule Holden, ale nie udało mu się zebrać na to budżetu. Otrzymał jednak propozycję startów w wyścigach V8 Supercars z której skorzystał.
W roku 2000, w swoim trzecim roku startów w zespole Garry Rogers Motorsport, Garth Tander walczył już o tytuł mistrzowski który przegrał w ostatniej rundzie. Kolejne cztery lata były słabsze w jego wykonaniu – nie wygrał w tym czasie żadnego wyścigu. W 2005 przeniósł się do zespołu HSV Dealer Team i ponownie zaczął wygrywać i walczyć o czołowe pozycje. Najlepszy w jego wykonaniu był sezon 2007, zdobył wtedy tytuł mistrzowski wygrywając po drodze 15 wyścigów. Po tym sukcesie przeniósł się do głównego zespołu Holdena, w którego barwach zajął dwukrotnie trzecie miejsce w klasyfikacji sezonu (2008 i 2009).

## Wyniki

### Podsumowanie
| Sezon | Seria                                   | Zespół                        | Starty | PP | Zwyc. | Punkty | Pozycja |
| ----- | --------------------------------------- | ----------------------------- | ------ | -- | ----- | ------ | ------- |
| 1996  | Australian Formula Ford Championship    | Fastlane Racing               |        |    | 0     | 18     | 17.     |
| 1997  | Australian Formula Ford Championship    |                               |        |    | 7     | 248    | 1.      |
| 1998  | Australian Touring Car Championship     | Garry Rogers Motorsport       | 20     | 0  | 0     | 301    | 14.     |
| 1999  | V8 Supercar Championship Series         | Garry Rogers Motorsport       | 34     | 0  | 1     | 1470   | 5.      |
| 2000  | V8 Supercar Championship Series         | Garry Rogers Motorsport       | 33     | 3  | 3     | 1433   | 2.      |
| 2001  | V8 Supercar Championship Series         | Garry Rogers Motorsport       | 30     | 0  | 0     | 2047   | 10.     |
| 2002  | V8 Supercar Championship Series         | Garry Rogers Motorsport       | 29     | 0  | 0     | 885    | 10.     |
| 2003  | V8 Supercar Championship Series         | Garry Rogers Motorsport       | 22     | 0  | 0     | 1470   | 12.     |
| 2004  | V8 Supercar Championship Series         | Garry Rogers Motorsport       | 25     | 0  | 0     | 1396   | 11.     |
| 2005  | V8 Supercar Championship Series         | HSV Dealer Team               | 30     | 1  | 4     | 1734   | 6.      |
| 2006  | V8 Supercar Championship Series         | HSV Dealer Team               | 32     | 3  | 7     | 2965   | 4.      |
| 2006  | V8 Supercar Championship Series         | Holden Racing Team            | 2      | 1  | 0     | 2965   | 4.      |
| 2007  | V8 Supercar Championship Series         | HSV Dealer Team               | 37     | 2  | 15    | 625    | 1.      |
| 2008  | V8 Supercar Championship Series         | Holden Racing Team            | 38     | 4  | 8     | 3048   | 3.      |
| 2009  | V8 Supercar Championship Series         | Holden Racing Team            | 29     | 5  | 6     | 2916   | 3.      |
| 2010  | V8 Supercar Championship Series         | Holden Racing Team            | 27     | 5  | 3     | 2466   | 5.      |
| 2011  | International V8 Supercars Championship | Holden Racing Team            | 29     | 1  | 3     | 2549   | 5.      |
| 2012  | International V8 Supercars Championship | Holden Racing Team            | 31     | 3  | 0     | 2462   | 7.      |
| 2013  | International V8 Supercars Championship | Holden Racing Team            | 36     | 0  | 2     | 2322   | 8.      |
| 2014  | International V8 Supercars Championship | Holden Racing Team            | 37     | 0  | 1     | 2289   | 9.      |
| 2015  | International V8 Supercars Championship | Holden Racing Team            | 36     | 0  | 0     | 2584   | 6.      |
| 2016  | International V8 Supercars Championship | Holden Racing Team            | 29     | 1  | 1     | 2252   | 9.      |
| 2017  | Supercars Championship                  | Garry Rogers Motorsport       | 26     | 0  | 0     | 2169   | 9.      |
| 2018  | Supercars Championship                  | Garry Rogers Motorsport       | 31     | 0  | 0     | 2139   | 13.     |
| 2019  | Supercars Championship                  | Triple Eight Race Engineering | 5      | 0  | 1     | 697    | 27.     |
| 2019  | TCR Australia Touring Car Series        | Melbourne Performance Centre  | 9      | 0  | 1     | 286    | 10.     |

## Życie prywatne
Żonaty z Leanne Tander, która również była kierowcą wyścigowym – startowała m.in. w niższej serii V8 Supercar. Wspólnie prowadzą też zespół wyścigowy TanderSport, który startuje w australijskiej Formule 3.